# Theater von Saint-Pierre
Das auch La Comédie oder Salle de la Comédie genannte Theater von Saint-Pierre im französischen Überseedepartement Martinique (Antillen) war ein gegen Ende des 18. Jahrhunderts errichtetes Theater-, Opern-, Ballett- und Konzerthaus auf Martinique. Der Name seines Architekten ist nicht bekannt. Der Luxus dieses nach den Plänen des Grand Théâtre des damaligen Sklavenumschlaghafens Bordeaux errichteten und am 16. Dezember 1786 eingeweihten, seinerzeit größten Theaters auf Martinique zeugte von dem Reichtum von Saint-Pierre, der vor 1902 vom wirtschaftlichen und kulturellen Standpunkt bedeutendsten Stadt der Insel.
Das mehrmals durch Naturkatastrophen beschädigte und wieder aufgebaute Gebäude wies zuletzt eine klassizistische Fassade auf. Es wurde im Jahr 1901 aus wirtschaftlichen Gründen geschlossen und am 8. Mai 1902 durch die Glutwolke des Vulkanausbruchs der Montagne Pelée größtenteils zerstört. Seine als Monument historique klassifizierte Ruine befindet sich im Besitz der Gemeinde und steht seit dem 12. Dezember 1996 unter Denkmalschutz.

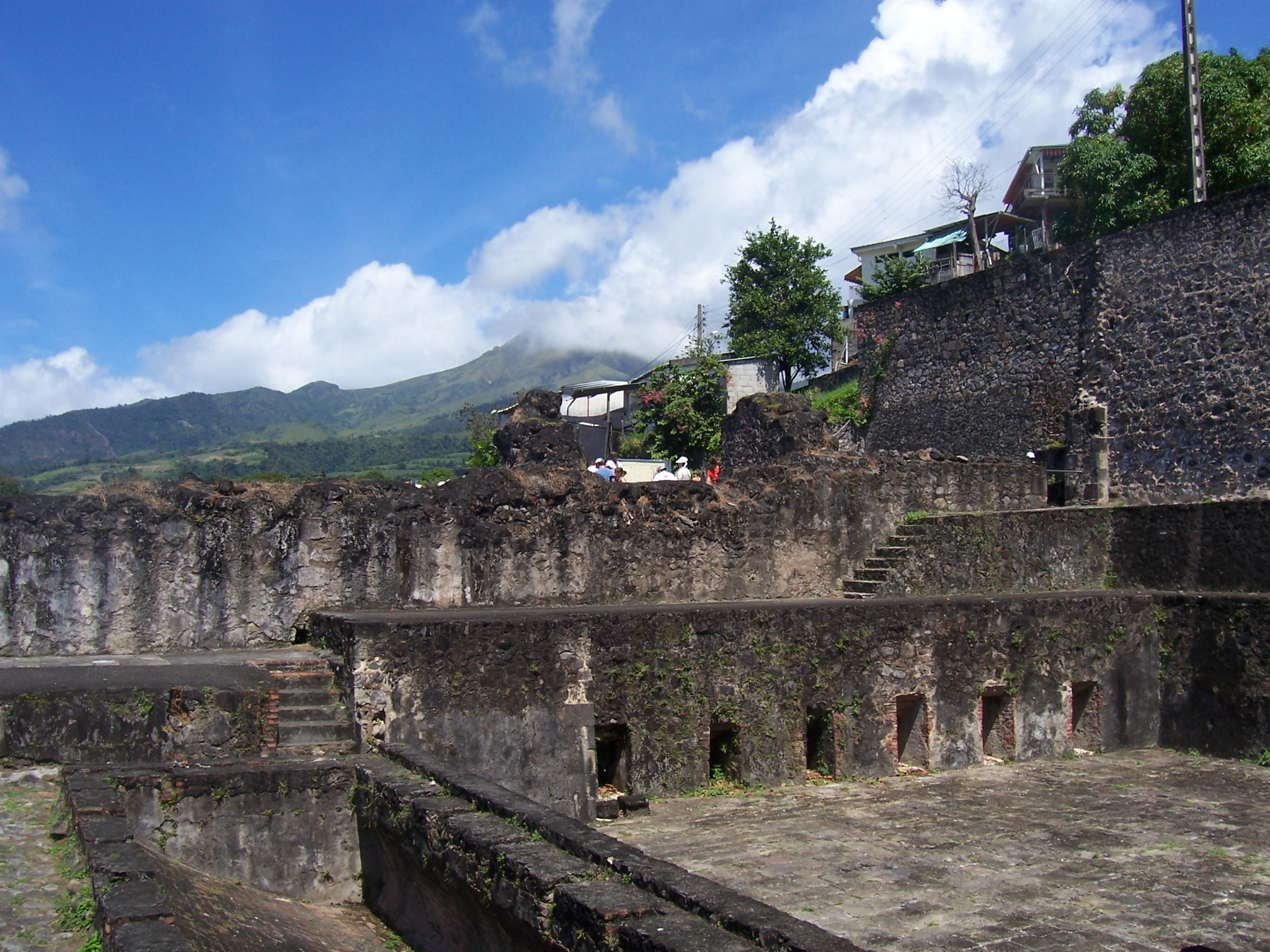
Die Ruine des Theaters von Saint-Pierre mit der Montagne Pelée im Hintergrund

## Geschichte
Die Salle de la Comédie programmierte Aufführungen lokaler oder aus dem Mutterland angereisten Theatertruppen, nahm den großen Abschlussball des in der gesamten Karibik bekannten Karnevals von Saint-Pierre auf und diente daneben auch als Versammlungsstätte, unter anderem für politische Zusammenkünfte.
Das Theater wurde erstmals durch den Zyklon von 1813 erheblich beschädigt, wiederhergestellt und mit einem komplett neu erbauten Zuschauersaal am 31. Dezember 1817 wieder eröffnet. In den Jahren 1831–1832 folgten umfangreiche Umbauarbeiten, die erneut durch einen Zyklon beschädigt wurden. Die Glutwolke des Pelée-Ausbruchs zerstörte die Salle de la Comédie im Jahr 1902 bis auf einige Reste des Außenbereiches und verschiedene Elemente des Untergeschosses.

## Architektur
Vor der Katastrophe von 1902 war dem Gebäude eine großzügig angelegte Freitreppe vorgelagert. Die Stufen eines ersten, geradlinigen Aufganges führten bis zu einem Treppenabsatz, von dem aus zwei symmetrische, geschwungene Aufgänge bis auf die Höhe der Eingangshalle führten. Den zwischen diesen beiden letzten Treppen befindlichen Bereich schmückte ein von Pilastern flankierter halbkreisförmig abgeschlossener Wandbogen mit einem Brunnen.

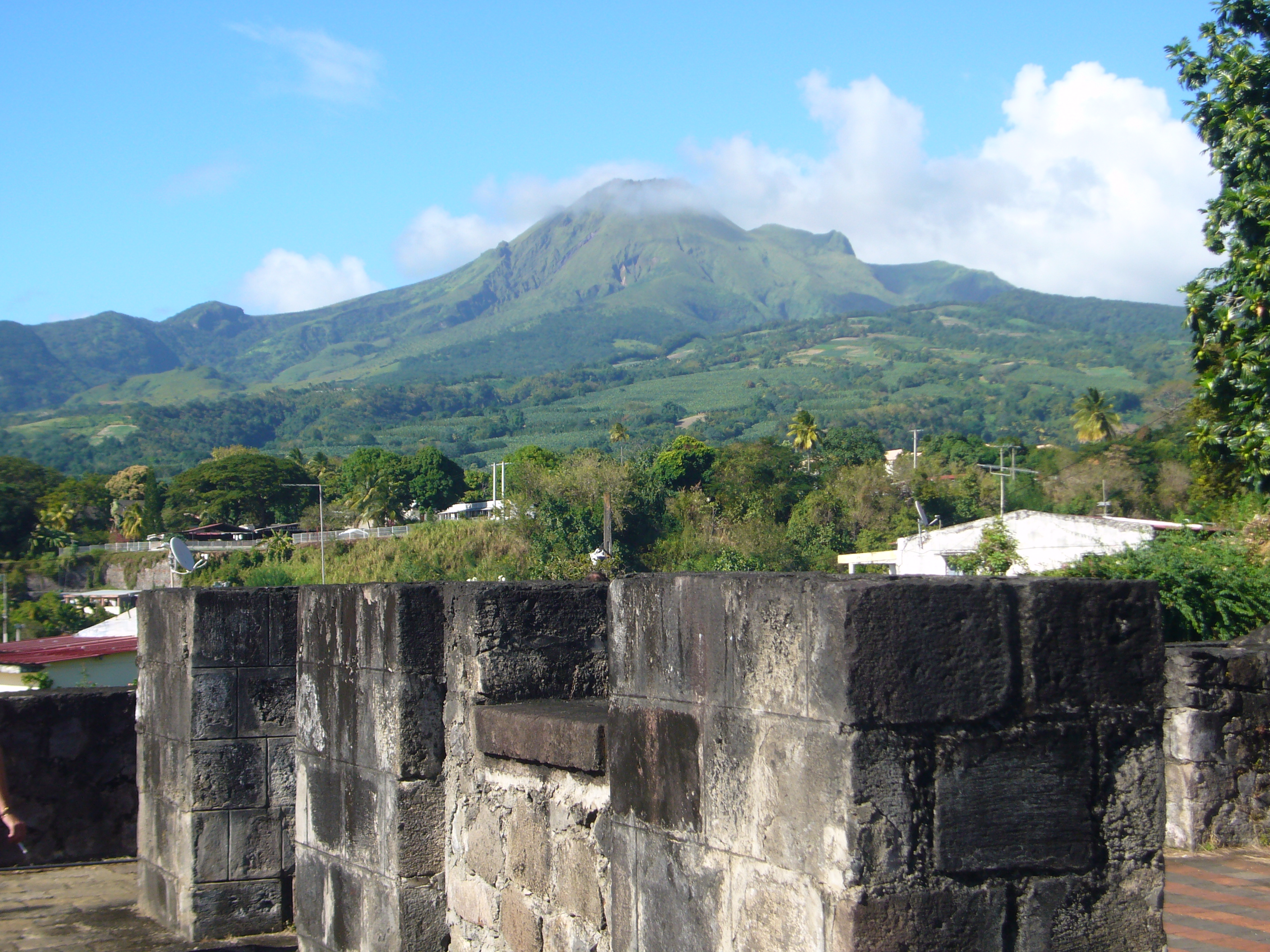
Eine andere Ansicht der Ruine des Theaters von Saint-Pierre.

Die klassizistische siebenjochige Fassade wies im Untergeschoss rundbogige Öffnungen, im Obergeschoss rechteckige, bis zum Geschossboden reichende sogenannte Pariser Fenster mit reich verzierten schmiedeeisernen Fensterbrüstungen auf. Den Abschluss bildeten ein Architrav, das Kranzgesims und eine Brüstung. Von der Eingangshalle war das mit Marmor ausgelegte und mit zwei Reihen von Pfeilern versehene Vestibül zugänglich, durch dessen mittleren Teil die Parterre-Plätze erreicht wurden. Die Seitenpartien beherbergten die Treppenhäuser mit den Aufgängen zu den Rängen.
Der im Jahr 1817 vollendete Saal war nach italienischem Vorbild hufeisenförmig gestaltet und umfasste 800 (nach anderen Quellen 1000) Plätze. Die auf abgeschrägtem Boden verankerten Orchester- und Parkettplätze umgab ein Rang von Parterrelogen (baignoires), darüber erhoben sich drei weitere Logenränge, von denen der dritte den „freien“ Farbigen diente, und eine Galerie für die Sklaven. Beiderseits des Orchestergrabens befand sich jeweils eine von Karyatiden eingerahmte Ehrenloge.

## Ruinen
Die heute noch bestehenden Überreste dieses Theaters sind:
- auf dem Niveau der Straße die Schienen, die der Öffnung und Schließung des schmiedeeisernen Gitters dienten;
- dahinter Teile der Freitreppe und des Brunnens mitsamt den bronzenen in Form von Delphinen gestalteten Wasserspeiern;
- Spuren der Pfeiler der Eingangshalle;
- der mit schwarzen und weißen Marmorplatten ausgelegte Fußboden des Vestibüls;
- der hufeisenförmige, abgeschrägte Boden des Zuschauerraumes und Teile der Parterrelogen.

Erkennbar sind ebenfalls der Orchestergraben und die Bühne.

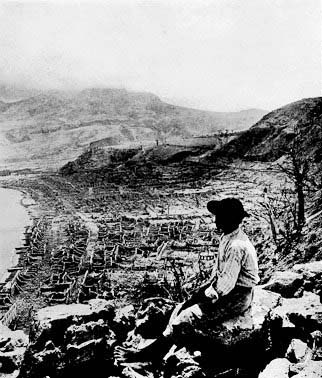
Saint-Pierre (1902)